# コバルト緑

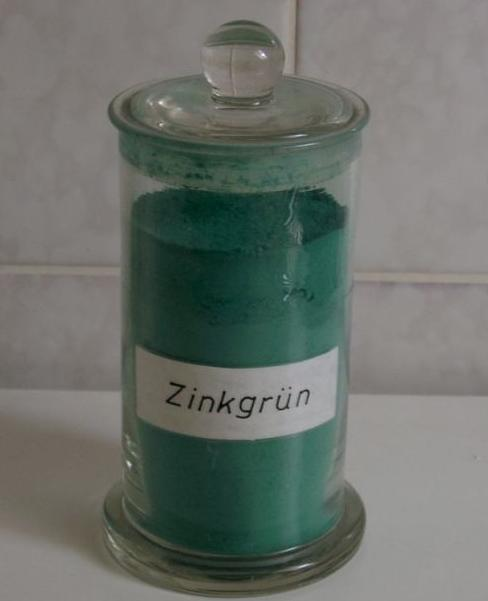
顔料

コバルト緑（英: Cobalt green、コバルトグリーン）は、亜鉛とコバルトの酸化物固溶体で、緑色無機顔料。亜鉛緑。
1780年スウェーデン人スヴェン・リンマンによって発見された。A.P.ローリーによれば、最初に文献に登場するのは1835年である。コバルトの亜鉛に対する比率は僅かであり、コバルトと亜鉛の比率を多少変えても色合いは殆ど変化しない。耐光性が高く、濃酸には侵されるがアルカリには侵されない。加えて、かなりの高温でも影響を受けない。しかしながら、透明性が高く彩度もそれ程高くないのに高価である為、美術家には喜ばれていない。マグネシウムを添加したものは暗緑色であり、そうでないものは淡い青緑色になる。Colour Index Generic Name、Pigment Green 19。

## 類似色
- エメラルドグリーン ●
- 緑 ●